# هريسيفسكي (كريم)
هريسيفسكي (Гресівське) هي مدينة في مقاطعة كريم في أوكرانيا.
يبلغ عدد سكانها حوالي 9733   نسمة.